# فضائي (فلم)
فضائي (بالإنجليزية: Alien) هو فيلم رعب خيالي علمي أمريكي بريطاني أُصدر عام 1979 من إخراج ريدلي سكوت وبطولة توم سكيريت، سيغورني ويفر، فيرونيكا كارترايت، هاري دين ستانتون، جون هرت، إيان هولم و‌يافيت كوتو. يشير عنوان الفيلم إلى الكائن الشديد العدوانية الذي يتتبع ويقتل طاقم السفينة الفضائية. كتب دان أوبانون السيناريو من قصة كتبها مع رونالد سشيت، متأثرًا بأعمال سابقة في مجال الخيال العلمي والرعب. أنتَج الفيلم غوردون كارول وديفيد جيلر ووالتر هيل ووُزع من طرف تونتيث سينتشوري فوكس.

## وصلة خارجية
- مقالات تستعمل روابط فنية بلا صلة مع ويكي بيانات